# Reuler
Reuler (luxemburgisch Reilerⓘ) ist eine Ortschaft in der luxemburgischen Gemeinde Clerf im gleichnamigen Kanton.